# John Austin (philosophe)
Pour les articles homonymes, voir John Austin et Austin.
John Austin (1790 - 1859) est un juriste et philosophe du droit britannique. Ses publications concernent la philosophie du droit et la jurisprudence.
Après avoir servi dans l'armée britannique, il devient avocat en 1818. Il renonce à exercer, préférant étudier le droit et devient professeur de jurisprudence à l'Université de Londres entre 1829 et 1833. Ses publications incluent The Province of Jurisprudence Determined (1832), et Lectures on Jurisprudence.

## Positivisme juridique
Son œuvre est principalement centrée sur le développement de la théorie du positivisme juridique. Il a entre autres essayé de séparer clairement les principes moraux du droit positif. Il considère que la loi découle d'une autorité, le souverain, que celui-ci dispose de sanctions pour la faire observer, et que le souverain est habituellement obéi. Pour lui, « toute loi ou règle est un commandement imposé par le souverain et le seul objet de la théorie du droit (jurisprudence) est le droit positif tel qu’il est et non tel qu’il doit être ». Il est l'un des précurseurs de la pensée juridique américaine du XIXe siècle.
Bien que le positivisme juridique d’Austin ait eu une grande influence à la fin du XIXe et au début du XXe siècle, il est largement considéré comme trop simpliste aujourd’hui.

## Crédit d'auteurs
- (en) Cet article est partiellement ou en totalité issu de l’article de Wikipédia en anglais intitulé « John Austin (legal philosopher) » (voir la liste des auteurs).